# Plaisir d'amour (roman)
Pour les articles homonymes, voir Plaisir d'amour (homonymie).
Plaisir d'amour est un roman de Georges Pillement publié en 1937 aux éditions Pierre Tisné et ayant reçu le Prix des Deux Magots la même année.

## Éditions
- Éditions Pierre Tisné, 1937.